# Heinrich Hirschsprung
Heinrich Hirschsprung (7 février 1836 — 8 novembre 1908) est un producteur de tabac, mécène et collectionneur danois d'œuvres d'art. Il est le fondateur de la collection Hirschsprung à Copenhague, un musée consacré à l’art danois du XIXe siècle et du début du XXe siècle.

## Famille et carrière
Heinrich Hirschsprung nait le 7 février 1836 à Copenhague dans une famille d'origine juive-allemande. Son père, Abraham Marcus, était né à Friedberg près de Francfort-sur-le-Main en 1783 mais était parti pour le Danemark pour ouvrir un petit commerce de tabac à l'Hôtel D'Angleterre à Copenhague en 1826. Deux ans plus tard, en 1827, il se marie avec Petrea Hirschsprung née Hertz (1804–1891), ils auront six enfants.
Heinrich et son frère Bernhard reprennent la boutique de leur père en 1858 et sous leur direction le commerce, maintenant spécialisé dans la fabrique de cigares, se développe rapidement. En 1866, ils achètent une parcelle de terrain inutilisée à Gammelholm (en), une zone qui avait été un site naval jusqu'en 1859. Ils y construisent une fabrique moderne de cigares. L'usine est conçue par le jeune architecte Ove Petersen (da) dans un style historiciste qui s'inspire de l'architecture de la Renaissance italienne.

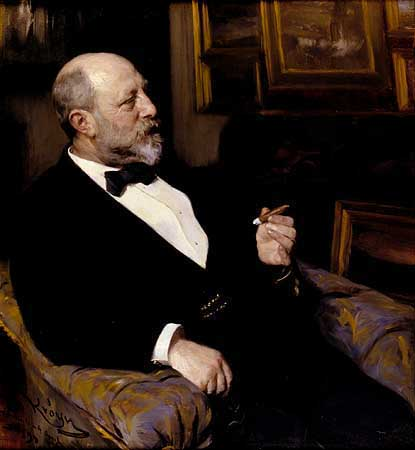
P.S. Krøyer : Heinrich Hirschsprung (1899, Collection Hirschsprung)

Heinrich se marie avec Pauline Elisabeth Jacobson (9 juillet 1845 — 1912) le 26 juin 1864. Ils auront cinq enfants : Ellen, Ivar, Åge, Robert et Oskar. Pauline est la fille du grossiste Daniel Simon (1791–1858) et de Friederiche Jacobson née Gerhardt (1811–1855).
Leur premier appartement se trouve sur Højbro Plads à Copenhague puis ils achètent une maison à Bredgade (en). Ils ont également des maisons de campagne dans le Nord du Sjælland ainsi qu'en Italie.

## Collection d'art et amis artistes
Hirschsprung commence sa collection d'œuvres d'art en 1866 avec l’achat d'un tableau de Julius Exner (1825–1910). Sa collection s'étend avec les années avec l'achat de tableaux d'artistes danois contemporains. C'était une collection moderne d'exemples de peintures des peintres de Skagen, des Fynboerne (artistes de Fionie) et des Symbolistes.
Hirschsprung était un grand partisan, personnellement et financièrement, de P.S. Krøyer qu'il avait rencontré par Frants Henningsen, un ami mutuel à l'Académie royale des beaux-arts du Danemark. Hirschsprung admirait les talents artistiques de Krøyer et il commence à acheter ses tableaux en 1874 - quatre peintures à l’eau d'Hornbæk. Hirschsprung aide à financer les voyages de Krøyer et ses résidences à l’étranger de 1877 à 1881. Krøyer était un ami de toute la famille. Il tenait une correspondance personnelle avec Pauline et il peignit plusieurs portraits de famille d'Heinrich, de Pauline et de leurs enfants.
En plus de P.S. Krøyer, leurs maisons étaient des lieux de rassemblement pour des artistes contemporains comme les auteurs Holger Drachmann (1846–1908), Herman Bang (1857–1912) et Henrik Pontoppidan (1857–1943) ou les peintres Wilhelm Marstrand (1810–1873), Frederik Vermehren (1823–1910), Otto Bache (1839–1927), Kristian Zahrtmann (1843–1917) ou Frants Henningsen (1850–1908).
En 1902, il fait don de sa collection à l'État danois. Celle-ci est exposée au musée du parc Østre Anlæg à Copenhague.
La collection Hirschsprung (Den Hirschsprungske Samling) est fondée par Pauline et le musée ouvre en 1911 avec 45 peintures, 13 pastels, 205 dessins, 14 aquarelles, 12 bustes, 55 carnets d'esquisses ainsi que des lettres et des documents de P.S. Krøyer. La collection a depuis grandi et le musée existe toujours dans un parc à Copenhague, près du Statens Museum for Kunst.